# جید مور
جید مور (انگلیسی: Jade Moore؛ زادهٔ ۲۲ اکتبر ۱۹۹۰) بازیکن فوتبال اهل بریتانیا است.
از باشگاه‌هایی که در آن بازی کرده‌است می‌توان به اشاره کرد.
وی همچنین در تیم‌های ملی فوتبال England women's national under-19 football team, England women's national under-20 football team, England women's national under-23 football team، و زنان انگلستان بازی کرده‌است.